# Zagallo
Mário Jorge Lobo Zagallo (Atalaia, 9 de agosto de 1931 – Rio de Janeiro, 5 de janeiro de 2024) foi um treinador e futebolista brasileiro que atuou como ponta-esquerda.
Grande vencedor no futebol, dentro e fora de campo, detém o recorde de títulos das Copas do Mundo em geral. Já vitorioso como jogador nas edições de 1958 e 1962, Zagallo sagrou-se campeão da competição como treinador em 1970, sendo um dos três a conquistar a Copa como jogador e como treinador, e depois como coordenador técnico, em 1994, totalizando quatro conquistas em três funções diferentes. Conhecido como "Velho Lobo", ainda treinou a Seleção Brasileira em 1974 e 1998, obtendo o vice-campeonato neste último, e foi novamente coordenador técnico da equipe em 2006, compondo a comissão técnica de Carlos Alberto Parreira, reeditando a parceria de 1994, desta vez sem sucesso. No total foram cinco finais em sete participações nas Copas do Mundo.
Por suas contribuições ao futebol, recebeu a Ordem de Mérito da FIFA em 1992, a mais alta honraria da entidade. Em 2013 foi eleito o nono melhor treinador de todos os tempos, pela revista Soccer Magazine.

## Biografia
Mário Jorge Lobo Zagallo nasceu em Atalaia, Alagoas, filho de Haroldo Cardoso Zagallo e Maria Antonieta de Sousa Lobo, também alagoenses. Seu avós paternos eram ambos portugueses. Pelo lado materno, descendia de luso-brasileiros assentados no Nordeste há muitas gerações.
Sua família transferiu-se para o Rio de Janeiro — então capital federal — quando Mário Jorge tinha poucos anos de vida. Desde cedo já mostrava aptidão para os esportes desde os tempos de escola, em especial o futebol. À época, ele já sabia que iria seguir carreira na modalidade. No entanto, seu pai, Haroldo, queria que o filho fizesse um curso de contabilidade para ajudá-lo na fábrica de tecidos da família. Coube a seu irmão mais velho, Fernando, convencer o pai a deixá-lo fazer o que ele mais gostava.
Ainda jovem residiu na rua Professor Gabizo, na Tijuca.

## Carreira como jogador

### Início
Como era sócio do America Football Club, seu clube do coração, foi lá que Zagallo iniciou sua carreira, nas divisões amadoras, além de arrumar tempo para jogar vôlei entre uma partida e outra. Nesta época chegou também a jogar tênis de mesa, ganhando títulos na categoria juvenil.
Em 1949, o jovem venceu o Campeonato de Amadores do Rio de Janeiro, conquistando seu primeiro título. No mesmo ano ajudou o clube a conquistar o Torneio Início do Campeonato Carioca.

### Flamengo
Em 1950 transferiu-se para os juniores do Flamengo, clube pelo qual assinou seu primeiro contrato profissional, em 1951, onde conquistou, dentre outros, o tricampeonato carioca (1953, 1954 e 1955). O ponta-esquerda deixou a equipe rubro-negra logo após a conquista da Copa do Mundo de 1958 com a Seleção Brasileira. Zagallo não queria sair do Flamengo, mas a demora da diretoria fez com que ele assinasse com o rival Botafogo.
| “ | Eu não queria sair do Flamengo. O Fleitas Solich (treinador) e o diretor Fadel vieram até minha casa, conversaram comigo. Me lembro até hoje as palavras que disse: ‘eu não estou querendo sair, eu já tinha proposto a vocês que eu dava o meu passe em troca de um emprego na Caixa Econômica’, que era a minha garantia de futuro. ‘Eu estou jogando, mas estou pensando sempre em frente e até hoje vocês não me ouviram’. Aí veio a Portuguesa me oferecendo 3 milhões, o Palmeiras oferecendo 5 milhões, e eu acabei aceitando ir ao Botafogo por 3 milhões. Por quê? Porque o Botafogo era um time bom, além disso minha mulher era professora e ela ia perder todas as aulas dela se eu fosse para São Paulo. | ” |
| — Zagallo, em entrevista a Jayme Pimenta Valente Filho no livro ‘Mário Jorge Lobo Zagallo: Entre o Sagrado e o Profano, uma história de vida’, da Faculdade de Desporto da Universidade do Porto, Portugal, 2006 | |   |

Segundo números do "Almanaque do Flamengo", de Roberto Assaf e Clóvis Martins, o "Formiguinha", como era conhecido na época, disputou pelo clube 205 jogos, com 128 vitórias, 38 empates e 39 derrotas, marcando 29 gols.

### Botafogo

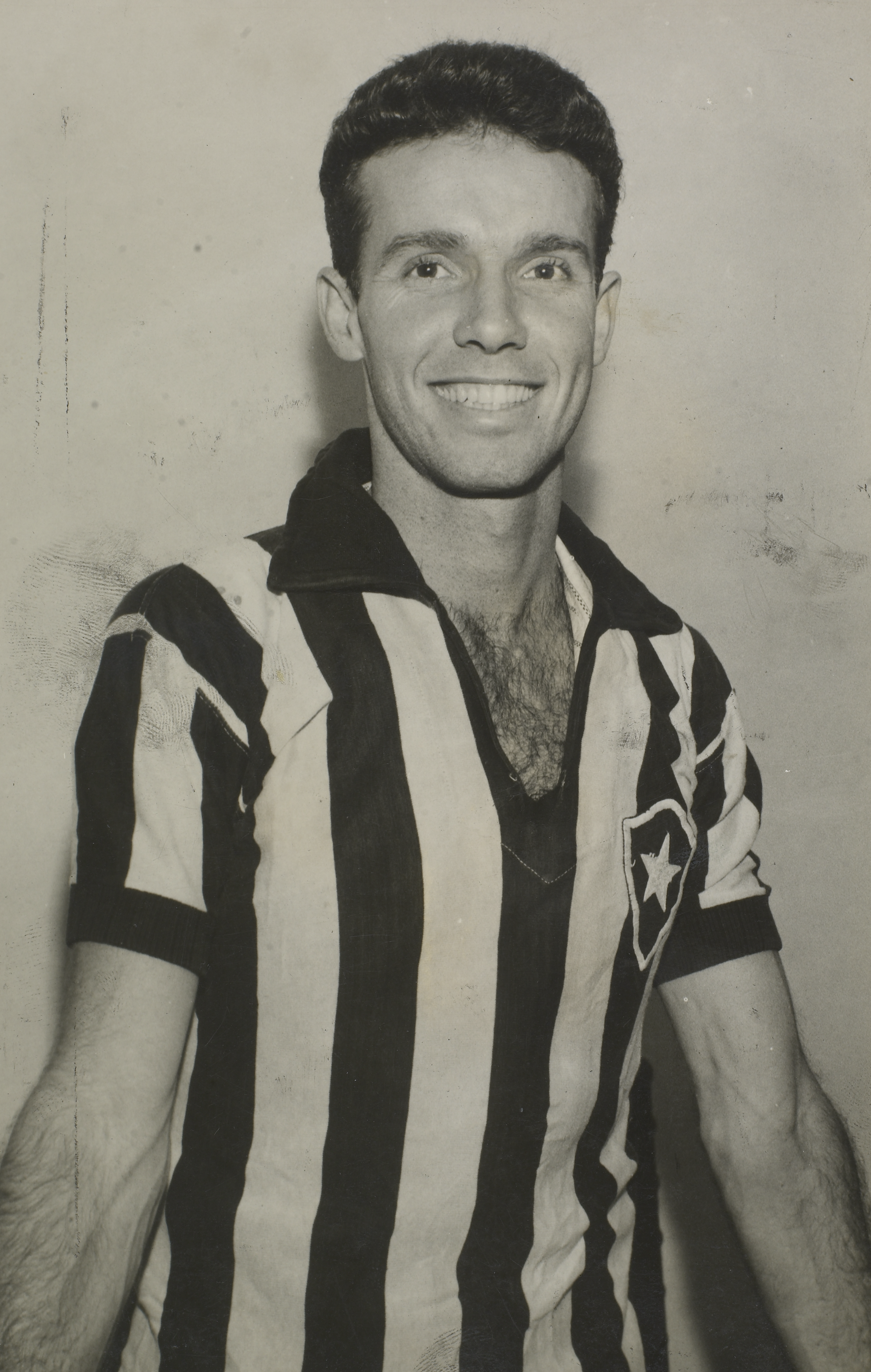
Zagallo pelo Botafogo

Zagallo foi bicampeão carioca (1961 e 1962) e do Torneio Rio-São Paulo (1962 e 1964) pelo Botafogo, clube onde também veio a conquistar a Taça Brasil e outros títulos internacionais com treinador. O ponta-esquerda participou da fase áurea do time, jogando ao lado de astros como Garrincha, Didi e Nílton Santos.
| “         | Falar de Botafogo para mim chega a ser complicado, já que praticamente sempre esteve presente em minha vida. | ” |
| — Zagallo | |   |

Apesar de também ter uma passagem vitoriosa no Flamengo, foi em General Severiano que Zagallo se consolidou como ídolo. Não à toa, o "Dia do Botafoguense" é comemorado em 9 de agosto, data de aniversário do "Velho Lobo".
O vínculo do Zagallo com o alvinegro começou com um chapéu. O ponta-esquerda foi contratado pelo clube após a Copa do Mundo de 1958, na Suécia, vindo do Flamengo. O Rubro-Negro demorou para renovar o passe do atleta, que optou por continuar no Rio de Janeiro e aceitou a proposta do rival. O camisa 13 chegou e não saiu mais do Botafogo, clube no qual se aposentou, em 1965.
De temperamento forte, Zagallo tratava o "Clube da Estrela Solitária" de outra maneira. Em 1959 foi puxado para o time de aspirantes do Botafogo para recuperar ritmo de jogo após ficar afastado quatro meses por lesão. Não reclamou, aceitou a ordem, foi campeão carioca de juniores e retornou à equipe profissional no ano seguinte.
Mesmo sem ter tanto talento quanto os assombrosos Garrincha, Didi e Nilton Santos, o Velho Lobo gravou seu nome na história pela forma surpreendente como atuava na época: era um ponta que voltava para marcar, aparecendo no meio-campo e dando suporte ao lateral.
| “         | Fui escalado para atuar entre os aspirantes do clube. Isso mesmo. Depois de conquistar uma Copa do Mundo, joguei pelos aspirantes do meu time. Acho que, se fosse hoje em dia, o atleta nem aceitaria aquilo. Mas o orgulho que eu tinha de ser jogador do Botafogo, de ter aquela Estrela Solitária no peito, o respeito pela instituição no peito estava acima de tudo. | ” |
| — Zagallo | |   |

### Seleção Brasileira

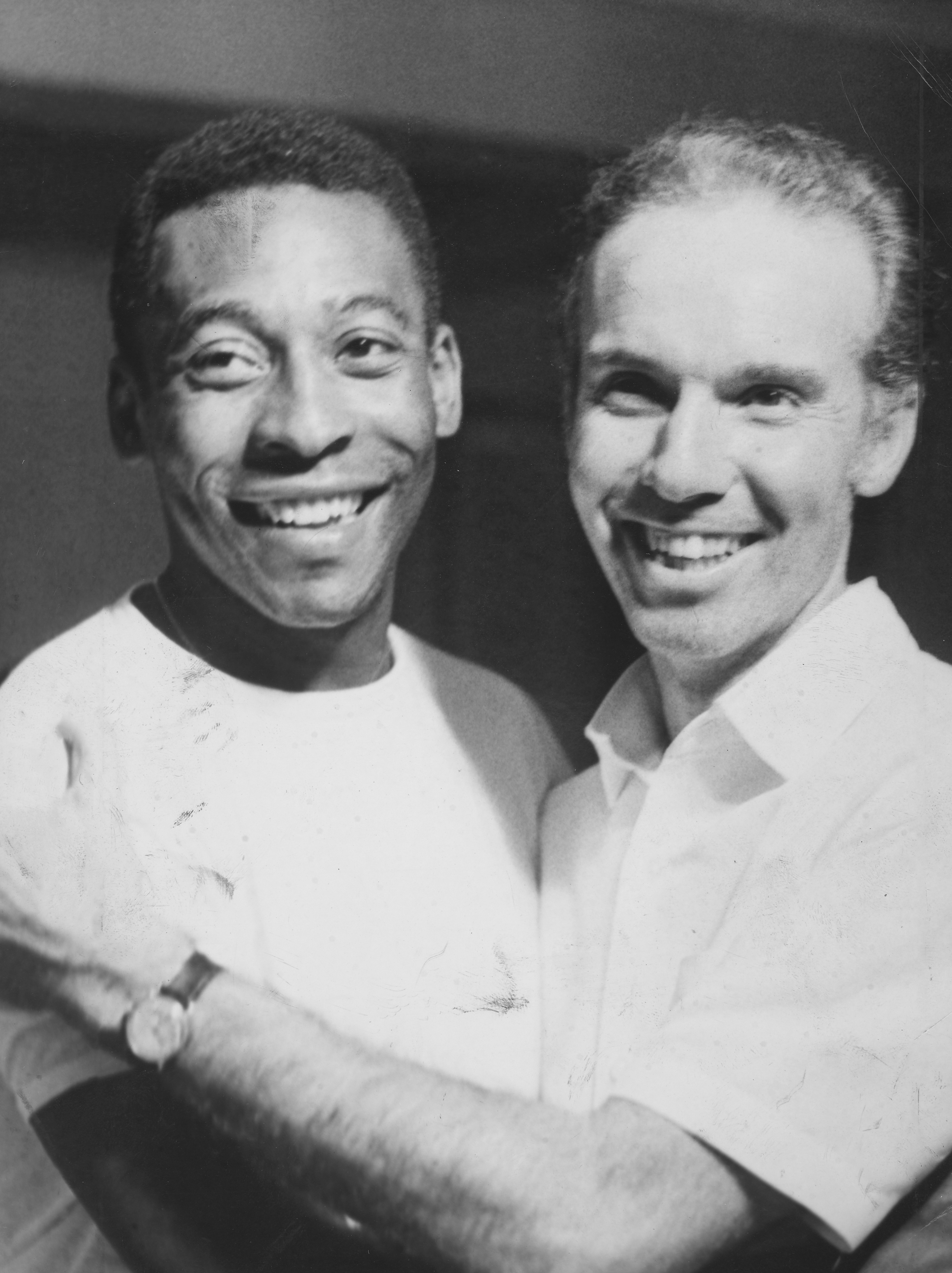
Zagallo e Pelé em 1970

Seus títulos cariocas e a conquista da Taça Brasil o levaram à Seleção Brasileira. Com ele, o Brasil inovou taticamente e jogou em 1958 no esquema 4-3-3, pois Zagallo era um ponta-esquerda que recuava para ajudar no meio-campo. Já na Copa seguinte, a de 1962, realizada no Chile, Zagallo foi titular devido à lesão de Pepe, grande astro do Santos e companheiro de ataque de Pelé.

### Características e estilo de jogo
Zagallo era um ala esquerdo de médio porte e franzino, mas conhecido por suas habilidades técnicas. No início da carreira, ele quase nunca ganhava uma dividida, mas compensava a falta de massa muscular com muita velocidade, deslocamentos rápidos e notável inteligência tática.
Era considerado um jogador à frente de seu tempo, já que fazia muito bem o trabalho defensivo, além de sua capacidade de executar ataques de áreas mais profundas do campo. Ele também era capaz de jogar como atacante, atacante principal ou atacante interno.
Sua polivalência permitiu a Vicente Feola (técnico na Copa de 1958) inovar e mostrar ao mundo o 4-3-3 (à época, as equipes usavam o 4-2-4). Em entrevista ao blog Olho Tático, do jornalista André Rocha, Zagallo falou o seguinte sobre a estrutura tática de 1958: "O 4-3-3 não nasceu em 1962. Já em 1958 eu fazia a dupla função. Com a bola era um ponteiro. Mas também podia ficar e cobrir o Nilton Santos. Sem a bola, eu era o homem que dava vantagem numérica: se a jogada do adversário fosse pelo nosso lado, eu ajudava o Nilton a marcar o ponta. Dois contra um. Se fosse do lado oposto, fechava e ficávamos Zito, Didi e eu. Três contra dois no meio-campo". Um exemplo de sua função em campo pôde ser visto na final da Copa de 1958. Primeiro, ele salvou, de cabeça, o que seria o segundo gol no jogo (quando ainda estava 1–0 para os donos da casa), quando a bola já tinha passado pelo goleiro. Depois, mais pro final do jogo, ele faria o 4º gol brasileiro na partida.

## Carreira como treinador

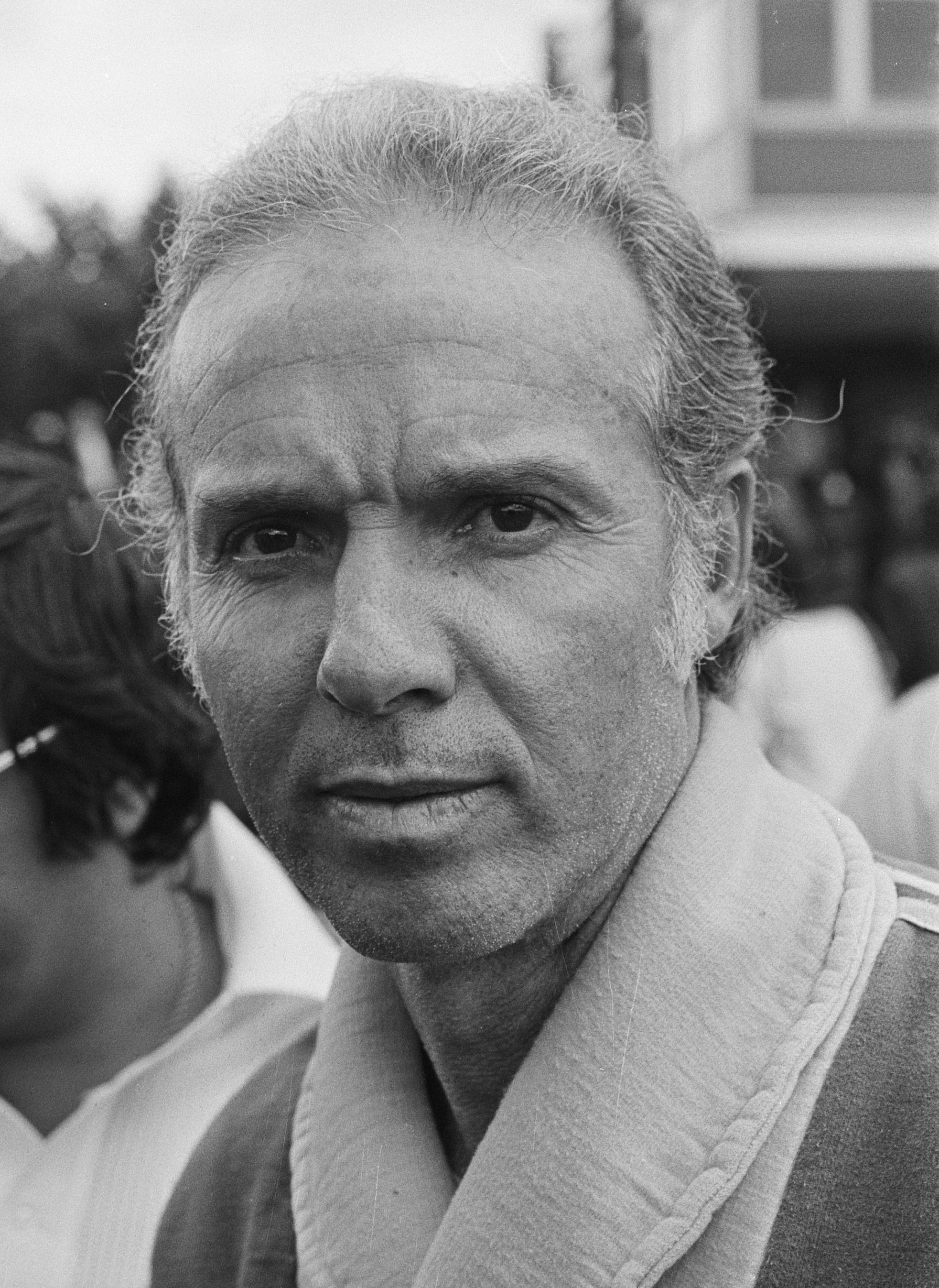
Zagallo em 1974

Meses depois de se aposentar como jogador, em 1966, iniciou sua longa carreira de treinador na categoria juvenil do Botafogo.
Ele treinou o próprio Botafogo em quatro oportunidades, o Flamengo três vezes (segundo números do "Almanaque do Flamengo", ele dirigiu o clube, ao todo, em 236 partidas [116 vitórias, 59 empates e 61 derrotas]), o Vasco da Gama duas vezes, o Fluminense, o Al-Hilal, o Bangu e a Portuguesa. 
No Botafogo Zagallo foi responsável por conduzir o alvinegro ao primeiro título nacional de um clube carioca, a Taça de Brasil de 1968, além de outro bicampeanato estadual (1967 e 1968) e os mundiais de Caracas (1967 e 1968).
Em seleções nacionais, comandou a Seleção Brasileira por três vezes, a Seleção do Kuwait, a Seleção Saudita e a Seleção dos Emirados Árabes Unidos. Seu último trabalho foi em 2006, como coordenador técnico de Carlos Alberto Parreira na Seleção Brasileira. Conquistou um mundial como técnico da Seleção Nacional e um como coordenador técnico, além de vencer duas edições da Copa das Confederações FIFA. Também como treinador, conquistou dois títulos Sul-Americanos e vários outros títulos, que o tornaram técnico de renome mundial.
De acordo com o livro Seleção Brasileira - 90 anos, de Roberto Assaf e Antonio Carlos Napoleão, os números de Zagallo como técnico da seleção principal do Brasil são os seguintes: 135 jogos (99 vitórias, 26 empates e 10 derrotas). Já como comandante da Seleção Olímpica foram 19 partidas (14 vitórias, três empates e duas derrotas). E como coordenador técnico, Zagallo esteve presente em 72 jogos (39 vitórias, 25 empates e oito derrotas).

### Outros trabalhos
Em 2005, Zagallo foi um dos três jurados do reality show esportivo Joga 10, apresentado pela Rede Bandeirantes.

## Morte
Zagallo morreu às 23h40 do dia 5 de janeiro de 2024, aos 92 anos. O ex-jogador e treinador estava com a saúde fragilizada há alguns anos. Em setembro de 2023 ficou cerca de vinte dias no hospital, com infecção urinária. No dia 26 de dezembro foi novamente internado no Hospital Barra D'Or, onde foi vítima de falência múltipla dos órgãos, resultante de progressão de comorbidades. O governo brasileiro decretou luto oficial de três dias em pesar pelo falecimento do futebolista.
O corpo de Zagallo foi velado na sede da CBF e enterrado no Cemitério de São João Batista.
De acordo com o jornal Metrópoles, estima-se que Zagallo tenha deixado uma herança de R$ 13 milhões.

## Número 13

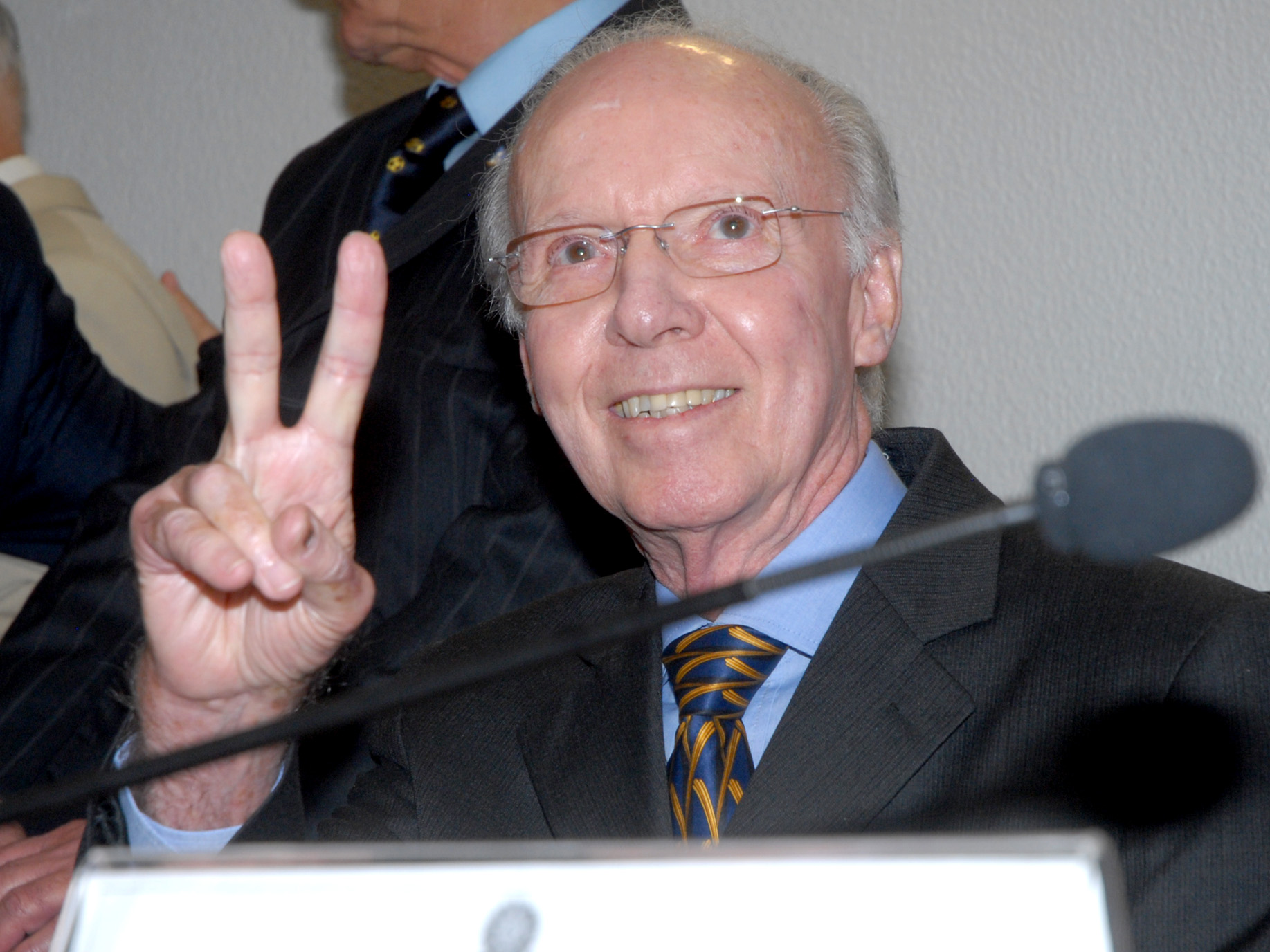
Zagallo em 2008

Apegado publicamente ao número treze desde a época de jogador, revelou que isto originou-se com sua esposa, que era devota de Santo António, comemorado em 13 de junho. Católico, seu casamento foi em 13 de janeiro de 1955.
Algumas aparições do número na trajetória do Velho Lobo:
- 1958 e 1994 são anos cuja soma dos últimos dois dígitos (5+8 e 9+4) dá treze.
- A edição de 1962 foi no Chile (5 letras): 6 + 2 + 5 = 13.
- A edição de 1970 foi no México (6 letras): 7 + 0 + 6 = 13.
- Em 1958, o 13º colocado foi a rival Argentina, o artilheiro da competição fez 13 gols (Just Fontaine, da França, mais gols numa mesma edição) e o trio Pelé-Vavá-Mazzola igualmente (6, 5 e 2 gols, respectivamente).
- O Mundial de 1958 foi realizado no Reino da Suécia: 13 letras.
- Em 1962 completava 13 anos de carreira como jogador profissional.
- Já o decimo terceiro ano como treinador foi em 1979, quando foi campeão saudita pelo Al-Hilal.
- Em 1962 e 1994, a Seleção disputou a semifinal em 13 de junho e 13 de julho, respectivamente. Já a semi de 1958 foi a 13ª vitória do Brasil em Copas.
- O mundial de 1994 foi realizado nos Estados Unidos, cujo nome em português possui treze letras,[33] assim como o gentílico estadunidense, e a bandeira nacional treze listras.
- O nome do autor do pênalti perdido que decretou o tetra, o italiano Roberto Baggio, possui 13 letras, bem como 'tetracampeões'.[34]
- Umbro e Coca-Cola, patrocinadoras da Canarinha[35] na ocasião, juntas têm 13 letras,[34] igualmente a soma de Romário e Bebeto.[33]
- Acumulando as funções de jogador e treinador, a estreia no México foi seu 13º jogo em Copas: vitória de 4–1 sobre a Seleção Tchecoslovaca; no terceiro jogo viria sua 13ª vitória: 3–2 na Romênia.
- Fez sua primeira partida pelo Botafogo no dia 13 de julho de 1958: 2–1 sobre o Fluminense.
- Seu 13º jogo como jogador da Seleção Brasileira foi sua maior vitória pela mesma: 7–0 no Chile, Taça Bernardo O'Higgins, 1959.
- A estreia na vitoriosa Copa América de 1997 foi em 13 de junho: 5–0 contra a Costa Rica.[36] No mesmo ano, título da Copa das Confederações FIFA na Arábia Saudita (13 letras).
- Em 1967, estreou como treinador do time principal do Glorioso e conquistou o Campeonato Carioca: 6 + 7 = 13.
- Em 1949, foi campeão do Torneio Início (como jogador do America), seu primeiro título profissional no seu primeiro ano de carreira.
- Considerando apenas clubes, sua 13ª passagem como treinador foi no Flamengo (2000 a 2001), seu último trabalho na função, quando conquistou a Copa dos Campeões de 2001.
- Comemorando a vitória brasileira na Copa América de 2004, bradou: "Brasil campeão" tem 13 letras e "Argentina vice" também!.[37]

## Estatísticas como jogador
Jogos pela Seleção Brasileira
| #  | Data                   | Jogo                          | Torneio                                              | Gols        |
| -- | ---------------------- | ----------------------------- | ---------------------------------------------------- | ----------- |
| 1  | 4 de maio de 1958      | Brasil 5–1 Paraguai           | Taça Oswaldo Cruz                                    |             |
| 2  | 7 de maio de 1958      | Brasil 0–0 Paraguai           | Taça Oswaldo Cruz                                    |             |
| 3  | 14 de maio de 1958     | Brasil 4–0 Bulgária           | Amistoso                                             |             |
| 4  | 8 de junho de 1958     | Brasil 3–0 Áustria            | Copa do Mundo FIFA - fase de grupos                  |             |
| 5  | 11 de junho de 1958    | Brasil 0–0 Inglaterra         | Copa do Mundo FIFA - fase de grupos                  |             |
| 6  | 15 de junho de 1958    | Brasil 2–0 União Soviética    | Copa do Mundo FIFA - fase de grupos                  |             |
| 7  | 19 de junho de 1958    | Brasil 1–0 País de Gales      | Copa do Mundo FIFA - quartas de final                |             |
| 8  | 24 de junho de 1958    | Brasil 5–2 França             | Copa do Mundo FIFA - semifinal                       |             |
| 9  | 29 de junho de 1958    | Suécia 2–5 Brasil             | Copa do Mundo FIFA - final                           | Gol marcado |
| 10 | 10 de junho de 1959    | Brasil 2–2 Peru               | Campeonato Sul-Americano de Futebol - Fase de Grupos |             |
| 11 | 15 de março de 1959    | Brasil 3–0 Chile              | Campeonato Sul-Americano de Futebol - Fase de Grupos |             |
| 12 | 21 de março de 1959    | Brasil 4–2 Bolívia            | Campeonato Sul-Americano de Futebol - Fase de Grupos |             |
| 13 | 17 de setembro de 1959 | Brasil 7–0 Chile              | Taça Bernardo O'Higgins                              |             |
| 14 | 20 de setembro de 1959 | Brasil 1–0 Chile              | Taça Bernardo O'Higgins                              |             |
| 15 | 29 de junho de 1960    | Brasil 4–0 Chile              | Amistoso                                             |             |
| 16 | 3 de julho de 1960     | Paraguai 1–2 Brasil           | Taça do Atlântico                                    |             |
| 17 | 3 de maio de 1961      | Paraguai 2–3 Brasil           | Taça Oswaldo Cruz                                    | Gol marcado |
| 18 | 11 de maio de 1961     | Chile 0–1 Brasil              | Taça Bernardo O'Higgins                              |             |
| 19 | 24 de abril de 1962    | Brasil 4–0 Paraguai           | Taça Oswaldo Cruz                                    | Gol marcado |
| 20 | 6 de maio de 1962      | Brasil 2–1 Portugal           | Amistoso                                             | Gol marcado |
| 21 | 16 de maio de 1962     | Brasil 3–1 País de Gales      | Amistoso                                             |             |
| 22 | 30 de maio de 1962     | Brasil 2–0 México             | Copa do Mundo FIFA - fase de grupos                  | Gol marcado |
| 23 | 2 de junho de 1962     | Brasil 0–0 Tchéquia           | Copa do Mundo FIFA - fase de grupos                  |             |
| 24 | 6 de junho de 1962     | Brasil 2–1 Espanha            | Copa do Mundo FIFA - fase de grupos                  |             |
| 25 | 10 de junho de 1962    | Brasil 3–1 Inglaterra         | Copa do Mundo FIFA - quartas de final                |             |
| 26 | 13 de junho de 1962    | Chile 2–4 Brasil              | Copa do Mundo FIFA - semifinal                       |             |
| 27 | 17 de junho de 1962    | Brasil 3–1 Tchéquia           | Copa do Mundo FIFA - final                           |             |
| 28 | 16 de abril de 1963    | Brasil 5–2 Argentina          | Copa Roca                                            |             |
| 29 | 21 de abril de 1963    | Portugal 1–0 Brasil           | Amistoso                                             |             |
| 30 | 24 de abril de 1963    | Bélgica 5–1 Brasil            | Amistoso                                             |             |
| 31 | 17 de maio de 1963     | Egito 0–1 Brasil              | Amistoso                                             |             |
| 32 | 19 de maio de 1963     | Israel 0–5 Brasil             | Amistoso                                             |             |
| 33 | 22 de maio de 1963     | Alemanha Ocidental 0–3 Brasil | Amistoso - World Cup 1950 XI                         |             |
| 34 | 7 de junho de 1964     | Brasil 4–1 Portugal           | Copa das Nações                                      |             |

## Títulos como jogador
America
- Torneio Início do Campeonato Carioca: 1949

Flamengo
- Torneio Início do Campeonato Carioca: 1951 e 1952
- Torneio Internacional de Lima: 1952
- Campeonato Carioca: 1953, 1954 e 1955
- Torneio Juan Domingo Perón: 1953
- Torneio Triangular de Curitiba: 1953
- Torneio Internacional do Rio de Janeiro: 1954 e 1955
- Taça dos Campeões Estaduais Rio-São Paulo: 1955
- Torneio Internacional de Israel: 1958

Botafogo
- Torneio João Teixeira de Carvalho: 1958
- Torneio Internacional da Colômbia: 1960
- Torneio Início do Campeonato Carioca: 1961, 1962 e 1963
- Campeonato Carioca: 1961 e 1962[38]
- Taça dos Campeões Estaduais Rio-São Paulo: 1961
- Torneio Rio-São Paulo: 1962 e 1964
- Torneio de Paris: 1963
- Torneio Internacional da Cidade do México: 1962
- Torneio Governador Magalhães Pinto: 1964
- Torneio Jubileu de Ouro da Associação de Futebol de La Paz: 1964
- Torneio Quadrangular do Suriname: 1964

Seleção Brasileira
- Copa do Mundo FIFA: 1958 e 1962
- Superclássico das Américas: 1960 e 1963
- Taça Bernardo O'Higgins: 1959 e 1961
- Taça do Atlântico: 1960
- Taça Oswaldo Cruz: 1958, 1961 e 1962

### Prêmios individuais
- Time das Estrelas da Copa do Mundo: 1962
- Time dos sonhos do Botafogo (Placar): 1982[39]
- 8º maior ídolo da história do Botafogo (O Globo): 2020[40]

## Títulos como treinador
Botafogo
- Campeonato Carioca: 1967 e 1968[18]
- Campeonato Brasileiro: 1968

Fluminense
- Campeonato Carioca: 1971[18]

Flamengo
- Copa dos Campeões: 2001
- Campeonato Carioca: 1972 e 2001[18]

Al-Hilal
- Campeonato Saudita: 1978–79

Seleção Brasileira
- Copa do Mundo FIFA: 1970
- Copa das Confederações FIFA: 1997
- Copa América: 1997

Seleção Saudita
- Copa da Ásia: 1984

### Prêmios individuais
- Melhor Treinador do Mundo da IFFHS: 1997[41]
- Treinador do Time do Século do Botafogo: 2004[42]
- 9º Melhor Treinador de Todos os Tempos da World Soccer: 2013[10][11]
- 27º Melhor Treinador de Todos os Tempos da FourFourTwo: 2020[43]

## Títulos como coordenador técnico
Seleção Brasileira
- Amistad Cup: 1992
- Copa do Mundo FIFA: 1994
- Copa América: 2004
- Carlsberg Cup: 2005
- Copa das Confederações FIFA: 2005